# Parque Estadual do Jurupará
O Parque Estadual do Jurupará é uma unidade de conservação do Estado de São Paulo, que integra o Sistema Estadual de Florestas - SIEFLOR e é administrado pela Fundação Florestal, vinculada à Secretaria de Estado do Meio Ambiente de São Paulo. Foi criado pelo Decreto Estadual nº 35.703/1992, com área total de 26.250,47 hectares.
Nos termos do artigo 8º, inciso III, e artigo 11, parágrafo 4º, da Lei do Sistema Nacional de Unidades de Conservação - SNUC (Lei Federal nº 9.985/2000), o Parque Estadual do Jurupará é uma unidade de proteção integral, cujo objetivo é a preservação da natureza, sendo admitido apenas o uso indireto dos seus recursos naturais, com exceção dos casos previstos na Lei.
Assim, de acordo com a Lei do SNUC, o Parque Estadual do Jurupará tem como objetivo básico a preservação de ecossistemas naturais de grande relevância ecológica e beleza cênica, possibilitando a realização de pesquisas científicas e o desenvolvimento de atividades de educação e interpretação ambiental, de recreação em contato com a natureza e de turismo ecológico.

## Localização e abrangência
O Parque Estadual do Jurupará está localizado nas vizinhanças da Região Metropolitana de São Paulo, abrangendo a região sul do município de Ibiúna e uma pequena área do município de Piedade: 98% de sua área está situada em Ibiúna (25.725,46 hectares) e apenas 2% em Piedade (525,01 hectares). O Parque faz divisa, ainda, com o município de Juquitiba, que integra a Região Metropolitana de São Paulo.
O Parque Estadual do Jurupará é uma das zonas-núcleo da Reserva da Biosfera da Mata Atlântica, integrando a Reserva da Biosfera do Cinturão Verde da Cidade de São Paulo.

## Fisiografia
A topografia da área é montanhosa e apresenta relevo extremamente acidentado, formado por morros paralelos com fortes declividades, típicos do contraforte da Serra do Mar. A altitude do Parque varia de 700 a 1.119 metros em seu ponto mais elevado, a Laje do Descalvado. A amplitude altitudinal varia de 400 a 900 metros.
A rede hidrográfica é densa e altamente ramificada (drenagem dendrítica).  
A cobertura vegetal é formada pelo Bioma Mata Atlântica - Floresta Ombrófila Densa e Floresta Ombrófila Mista (Araucária), abrigando importantes remanescentes de mata primária. 
O clima é do tipo Cfb (quente de inverno seco), com temperatura média anual em torno de 22°C.

## Fauna
A fauna existente no Parque Estadual do Jurupará é bastante expressiva e variada: macaco-prego, preguiça, cutia, paca, serelepe, capivara, raposa, cachorro-do-mato, anta, cateto, veado-mateiro, veado-catingueiro, siriema, periquito, sangue-de-boi, inhapim, uirapuru, saíra, azulão, bico-de-pimenta, nhambú, saracura, tangará, iratuá, pomba-de-gola, tucano, araçari, xexéu, juruviara, tié-tinga, tipuí, tuim, araponga, tovaca, curiango-tesoura-gigante, jaçanã, joão-bobo, tiriva, beija-flor, martim-pescador, bigua, socó, garça, bem-te-vi, juriti, tico-tico-rei, sanhaço e soldadinho.

## Principais ameaças
As principais ameaças ao ecossistema protegido pelo Parque Estadual do Jurupará decorrem da ocupação antrópica em seu interior: desmatamento, represamento e desvio de cursos d´água, caça e pesca, introdução de animais domésticos, extração de palmito, samambaias, bromélias, orquídeas etc. A fiscalização precária e a falta de conscientização da população, somada à falta de alternativas de obtenção de renda, contribui bastante para esses graves problemas.